# 너는 나의 황홀한 지옥
"너는 나의 황홀한 지옥"은 1990년에 개봉한 대한민국의 영화이다.

## 캐스팅
- 박찬환 : 민우 역
- 이혜진 : 영애 역
- 한진희 : 현마 역
- 한영수 : 영철 역
- 홍영미 : 은미 역
- 김기종 : 윤 사장 역
- 윤일주 : 교수 역
- 이석구 : 사내 1 역
- 황춘수 : 사내 2 역
- 안진수 : 의사 역
- 박부양 : 프런트맨 역
- 박예숙 : 아주머니 역
- 김지영 : 부인 역
- 홍준기 : 대학생 역